# Kastolatsi
Kastolatsi – wieś w Estonii, prowincji Valga, w gminie Otepää.